# Бузова (притока Вовчої)
Бузова́, Бузовий Яр — річка в Україні, у Вовчанській міській громаді Чугуївського району  Харківської області. Ліва притока Вовчої (басейн Сіверського Дінця).

## Розташування
Річка тече на північний захід по дну однойменної балки. Впадає до Вовчої поблизу села Мала Вовча.

## Опис
Довжина річки — 15 км. Площа басейну — 49 км².

## Притоки
- Заводський Яр - ліва притока у верхів'ї річки.[1]
- Решітників Яр - ліва притока[2]